# ستيفانو ماكوبي
ستيفانو ماكوبي (بالإيطالية: Stefano Maccoppi)‏ هو لاعب كرة قدم إيطالي، ولد في 21 أبريل 1962 في ميلانو في إيطاليا. لعب مع نادي أنكونا ونادي باري ونادي بياتشينزا ونادي كومو.